# ناحیه ملک
ناحیه ملک (به آلمانی: Melk District) یک ناحیه در اتریش است که در نیدراسترایش واقع شده‌است. ناحیه ملک ۷۵٬۲۸۷ نفر جمعیت دارد.